# Святоцкий, Александр Дмитриевич
Александр Дмитриевич Святоцкий (укр. Олександр Дмитрович Святоцький; род. 30 декабря 1953, Львов) — советский и украинский правовед, доктор юридических наук (1995), профессор (1997), действительный член (академик) НАПрН Украины (2009), заслуженный юрист Украины (1997), главный редактор старейшего на Украине общенационального юридического журнала «Право Украины» с 1995 года и до сегодняшнего дня. Почетный профессор Запорожского национального университета.

## Биография
Родился 30 декабря 1953 во Львове. Украинец.

## Образование
Окончил (с отличием) юридический факультет Львовского государственного университета имени Ивана Франко (ныне — Львовский национальный университет имени Ивана Франко) (1980).
Защитил диссертацию на соискание ученой степени кандидата юридических наук по специальности 12.00.01 на тему «Учреждение и развитие советской адвокатуры (историко-правовой аспект)» (1987).
Защитил диссертацию на соискание ученой степени доктора юридических наук по специальности 12.00.01 на тему «Адвокатура в юридическом механизме защиты прав граждан (исторически-правовое исследование)» (1995).

## Деятельность
После окончания университета по направлению с 1980 г. работал ответственным секретарем комиссии по делам несовершеннолетних Львовского горисполкома.
С октября 2021 года назначен внештатным советником Председателя Верховной рады Украины (распоряжение Руководителя Аппарата Верховной Рады Украины, № 1718-К от 11 октября 2021 г.).

## Научная деятельность
Основные направления научных исследований: конституционное право, организация публичной власти, украинская государственность: истоки, этапы становления и развития, философия права, судоустройство, судебный прецедент, право интеллектуальной собственности, развитие и правовое положение института адвокатуры.
Является автором более 200 научных работ.
Член научно-консультативных советов при Конституционном Суде Украины, Верховном Суде, Председателе Верховной Рады Украины.

## Награды и звания
За значительный вклад в развитие государственности в 1997 году присвоено почетное звание «Заслуженный юрист Украины».
- 2002 — награждён знаком отличия Президента Украины — орденом «За заслуги» III степени.[источник не указан 2130 дней]
- 2003 — награждён Почетной грамотой Кабинета Министров Украины.[источник не указан 2130 дней]
- 2003 — присуждена премия имени Ярослава Мудрого.[источник не указан 2130 дней]
- 2004 — награждён Почетной грамотой Верховной Рады Украины.[источник не указан 2130 дней]
- 2007 — награждён знаком отличия Президента Украины — орденом «За заслуги» II степени.[источник не указан 2130 дней]
- 2017 — награждён знаком отличия Президента Украины — орденом «За заслуги» I степени.[3]